# 勒普朗德拉图尔
勒普朗德拉图尔（法語：Le Plan-de-la-Tour，法語發音：[lə plɑ̃ də la tuʁ]）是法国普罗旺斯-阿尔卑斯-蓝色海岸大区瓦尔省的一个市镇，属于德拉吉尼昂区。

## 地理
勒普朗德拉图尔（43°20'26"N, 6°32'47"E）面积36.8 平方千米，位于法国普罗旺斯-阿尔卑斯-蓝色海岸大区瓦尔省，该省份为法国东南部沿海省份，北起上普罗旺斯阿尔卑斯省，西北角与沃克吕兹省接壤，西接罗讷河口省，南濒地中海，东临滨海阿尔卑斯省。
与勒普朗德拉图尔接壤的市镇（或旧市镇、城区）包括：拉加尔德弗雷内、格里莫、圣马克西姆、维多邦。
勒普朗德拉图尔的时区为UTC+01:00、UTC+02:00（夏令时）。

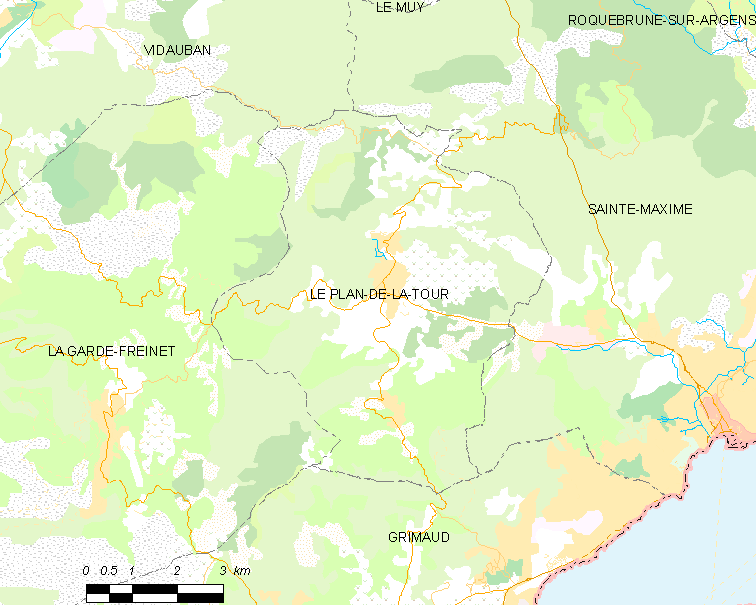
勒普朗德拉图尔的OSM定位图

## 行政
勒普朗德拉图尔的邮政编码为83120，INSEE市镇编码为83094。

## 政治
勒普朗德拉图尔所属的省级选区为圣马克西姆县。

## 人口

1962-2008年间勒普朗德拉图尔人口变化图示

勒普朗德拉图尔于2022年1月1日时的人口数量为3068人。